# Gmina Jabłonna (Powiat Lubelski)
Die Gmina Jabłonna ist eine Landgemeinde im Powiat Lubelski der Woiwodschaft Lublin in Polen. Sitz der Gmina ist Jabłonna-Majątek, der zentrale Ort ist Jabłonna Pierwsza.

## Gliederung
Zur Landgemeinde Jabłonna gehören folgende 17 Ortschaften mit einem Schulzenamt:
Chmiel Pierwszy
Chmiel Drugi
Chmiel-Kolonia
Czerniejów
Czerniejów-Kolonia
Jabłonna Druga
Jabłonna Pierwsza
Jabłonna-Majątek
Piotrków Pierwszy
Piotrków Drugi
Piotrków-Kolonia
Skrzynice Drugie
Skrzynice Pierwsze
Skrzynice-Kolonia
Tuszów
Wierciszów
Wolnica
Ein weiterer Ort der Gemeinde ist Sachalin.